# تغ
تغ (به ارمنی: Տեղ) یک سکونتگاه مسکونی در ارمنستان است که در استان سیونیک واقع شده‌است. در کیلومتری جنوب کاپان، مرکز استان سیونیک واقع شده‌است.

## خصوصیات
تغ ۲٬۴۴۳ نفر جمعیت دارد و در ارتفاع متر بالاتر از سطح دریا قرار گرفته‌است.

## نگارخانه

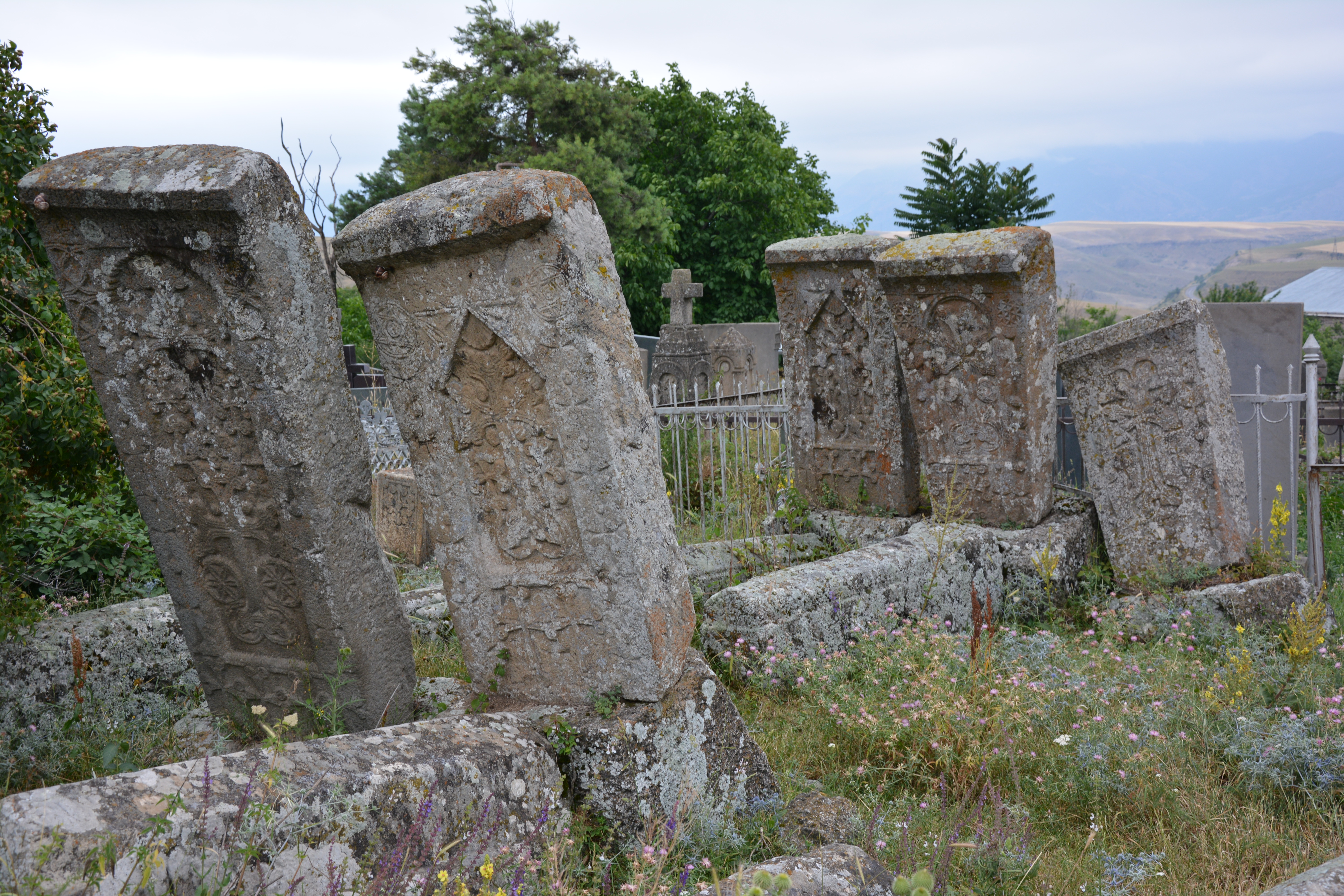
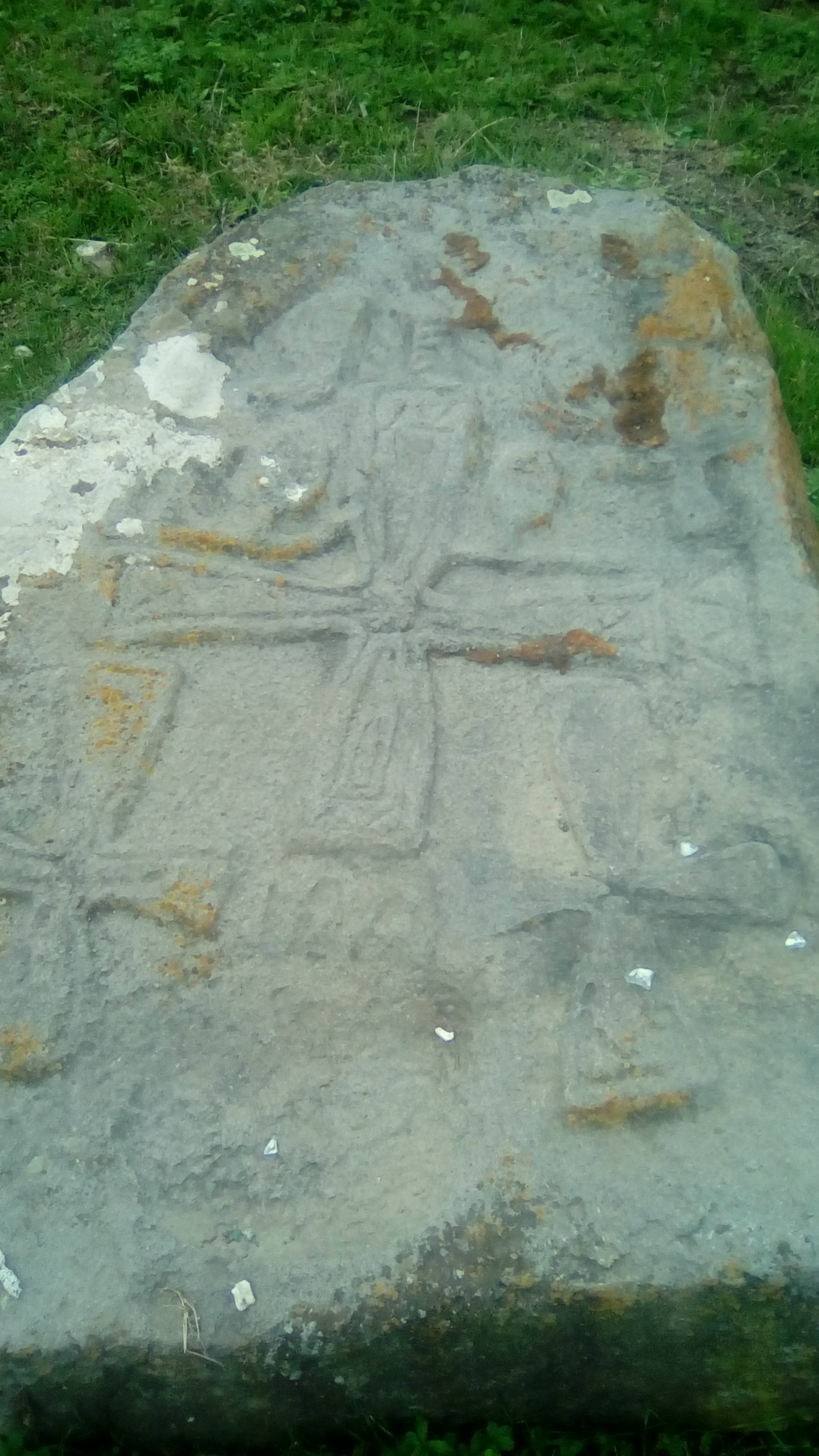
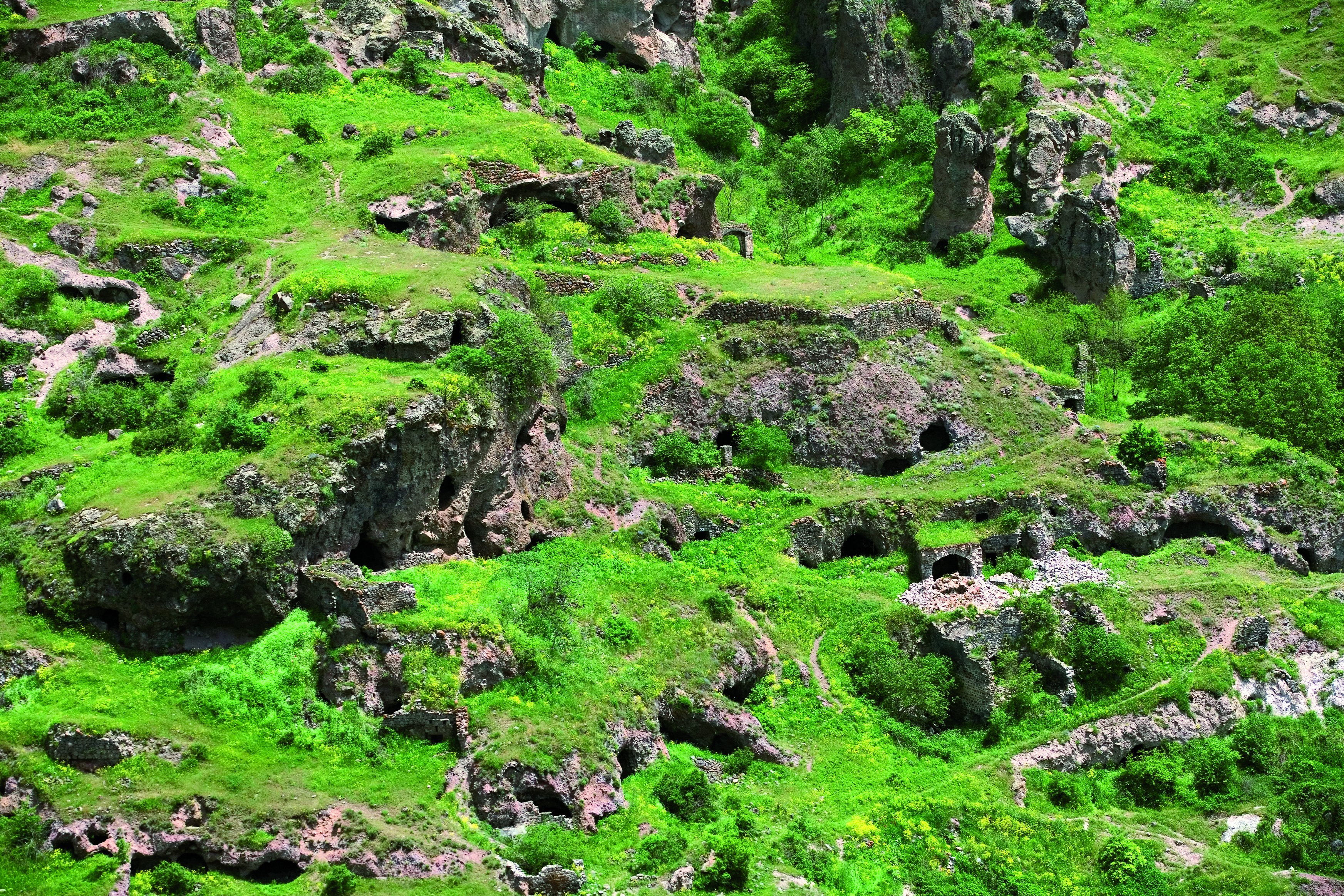
غارهای تغ